# Communauté de communes de la Matheysine
La communauté de communes de la Matheysine est une communauté de communes française, située dans le département de l'Isère et la région Auvergne-Rhône-Alpes.

## Historique
Le 1er janvier 2014, la communauté de communes de la Matheysine, du Pays de Corps et des Vallées du Valbonnais est créée par la fusion des communautés de communes de la Matheysine, du Pays de Corps et des Vallées du Valbonnais, ainsi que le regroupement de dix communes non-affiliées (Cognet, Marcieu, Mayres-Savel, Monteynard, Nantes-en-Ratier, Ponsonnas, Prunières, Saint-Arey, Saint-Honoré et Sousville).
Cette communauté de communes est, depuis 2015, entièrement située dans le canton de Matheysine-Trièves, dont le bureau centralisateur est situé à La Mure.
À la fin de l'année 2016, elle change de nom pour devenir la « communauté de communes de la Matheysine ».

## Territoire communautaire

### Composition
La communauté de communes est composée des 43 communes suivantes :

| Nom                       | Code Insee | Gentilé                | Superficie (km2) | Population (dernière pop. légale) | Densité (hab./km2) |
| ------------------------- | ---------- | ---------------------- | ---------------- | --------------------------------- | ------------------ |
| Susville (siège)          | 38499      | Susvillois             | 9,91             | 1 148 (2022)                      | 116                |
| Ambel                     | 38008      | Ambellons              | 4,83             | 32 (2022)                         | 6,6                |
| Beaufin                   | 38031      | Beaufinois             | 6,36             | 20 (2022)                         | 3,1                |
| Chantepérier              | 38073      |                        | 81,4             | 211 (2022)                        | 2,6                |
| Cholonge                  | 38106      | Cholongeards           | 8,92             | 344 (2022)                        | 39                 |
| Cognet                    | 38116      | Cognetons              | 1,8              | 36 (2022)                         | 20                 |
| Corps                     | 38128      | Corpatus ou Corpensais | 11,22            | 424 (2022)                        | 38                 |
| Les Côtes-de-Corps        | 38132      | Lou San-Dzuanous       | 9,83             | 73 (2022)                         | 7,4                |
| Entraigues                | 38154      | Entraiguots            | 21,66            | 225 (2022)                        | 10                 |
| Laffrey                   | 38203      | Fredeyards             | 6,72             | 468 (2022)                        | 70                 |
| Lavaldens                 | 38207      | Vaudantins             | 41,4             | 161 (2022)                        | 3,9                |
| Marcieu                   | 38217      | Marcioulais            | 11,97            | 68 (2022)                         | 5,7                |
| Mayres-Savel              | 38224      | Meyrands               | 12,51            | 92 (2022)                         | 7,4                |
| Monestier-d'Ambel         | 38241      | Monestérons            | 11,02            | 14 (2022)                         | 1,3                |
| Monteynard                | 38254      | Monteynardons          | 10,72            | 500 (2022)                        | 47                 |
| La Morte                  | 38264      | Mortillons             | 19,45            | 139 (2022)                        | 7,1                |
| La Motte-d'Aveillans      | 38265      | Mottois                | 9,78             | 1 727 (2022)                      | 177                |
| La Motte-Saint-Martin     | 38266      | Saint-Martinois        | 14,64            | 454 (2022)                        | 31                 |
| La Mure                   | 38269      | Murois                 | 8,33             | 4 940 (2022)                      | 593                |
| Nantes-en-Ratier          | 38273      | Nantois                | 12,13            | 468 (2022)                        | 39                 |
| Notre-Dame-de-Vaulx       | 38280      | Vaulxois               | 7,88             | 518 (2022)                        | 66                 |
| Oris-en-Rattier           | 38283      | Orichons               | 18,83            | 108 (2022)                        | 5,7                |
| Pellafol                  | 38299      | Pellafolois            | 34,73            | 134 (2022)                        | 3,9                |
| Pierre-Châtel             | 38304      | Pierre-Châtelois       | 11,48            | 1 485 (2022)                      | 129                |
| Ponsonnas                 | 38313      | Ponsonnaraux           | 2,9              | 289 (2022)                        | 100                |
| Prunières                 | 38326      | Pruniérans             | 8,2              | 378 (2022)                        | 46                 |
| Quet-en-Beaumont          | 38329      | Quétourins             | 8,1              | 79 (2022)                         | 9,8                |
| Saint-Arey                | 38361      | Saint-Aroys            | 6,67             | 73 (2022)                         | 11                 |
| Saint-Honoré              | 38396      | Honoraciens            | 14,58            | 819 (2022)                        | 56                 |
| Saint-Jean-de-Vaulx       | 38402      | Sainjaraux             | 10,73            | 526 (2022)                        | 49                 |
| Saint-Laurent-en-Beaumont | 38413      | Beaumontais            | 13,15            | 419 (2022)                        | 32                 |
| Saint-Michel-en-Beaumont  | 38428      | Saint-Michelons        | 8,04             | 32 (2022)                         | 4                  |
| Saint-Pierre-de-Méaroz    | 38444      | Méarotins              | 4,64             | 105 (2022)                        | 23                 |
| Saint-Théoffrey           | 38462      | Saint-Théoffreydois    | 5,75             | 609 (2022)                        | 106                |
| Sainte-Luce               | 38414      | Saint-Luçois           | 7,95             | 41 (2022)                         | 5,2                |
| La Salette-Fallavaux      | 38469      | Salettus               | 22,29            | 82 (2022)                         | 3,7                |
| La Salle-en-Beaumont      | 38470      | Salletons              | 9,26             | 347 (2022)                        | 37                 |
| Siévoz                    | 38489      | Sivaros                | 7,37             | 134 (2022)                        | 18                 |
| Sousville                 | 38497      | Sousvillois            | 2,93             | 145 (2022)                        | 49                 |
| Valbonnais                | 38518      | Valbonnésiens          | 23,95            | 514 (2022)                        | 21                 |
| La Valette                | 38521      | Valettons              | 7,87             | 64 (2022)                         | 8,1                |
| Valjouffrey               | 38522      | Saparis                | 72,56            | 167 (2022)                        | 2,3                |
| Villard-Saint-Christophe  | 38552      | Villardois             | 14,22            | 398 (2022)                        | 28                 |

### Démographie
| 1968   | 1975   | 1982   | 1990   | 1999   | 2010   | 2015   | 2021   |
| ------ | ------ | ------ | ------ | ------ | ------ | ------ | ------ |
| 18 996 | 15 698 | 16 673 | 17 202 | 17 476 | 19 136 | 19 154 | 18 947 |

## Administration

### Siège
Le siège de la communauté de communes est situé à Susville.

### Les élus
Le conseil communautaire de la communauté de communes se compose de 62 conseillers, représentant chacune des communes membres et élus pour une durée de six ans.
Ils sont répartis comme suit :
| Nombre de conseillers | Communes                |
| --------------------- | ----------------------- |
| 12                    | La Mure                 |
| 4                     | La Motte-d'Aveillans    |
| 3                     | Pierre-Châtel, Susville |
| 2                     | Saint-Honoré            |
| 1 (+1 suppléant)      | les 38 autres communes  |

### Présidence
| Période                                  | Période   | Identité        | Étiquette | Qualité                                 |
| ---------------------------------------- | --------- | --------------- | --------- | --------------------------------------- |
| Les données manquantes sont à compléter. |           |                 |           |                                         |
|                                          | 2020      | Joël Pontier    | PS        | Maire de Nantes-en-Ratier               |
| 2020                                     | juin 2021 | Eric Balme      |           | Maire de Saint-Pierre-de-Méaroz         |
| juillet 2021                             | En cours  | Coraline Saurat | PS        | Conseillère municipale de Pierre-Châtel |

### Régime fiscal et budget
Le régime fiscal de la communauté de communes est la fiscalité professionnelle unique (FPU).